# Fédération française de go
Pour les articles homonymes, voir FFG.
La Fédération française de go (souvent écrite « Fédération Française de Go », ou FFG) est une association sous le régime de la loi de 1901, fondée en 1970. Elle a reçu l'agrément de jeunesse et d'éducation populaire du Ministère de la Santé, de la Jeunesse, des Sports et de la Vie associative en février 1991.
Elle fait partie depuis 1983 de la Confédération des loisirs et des sports de l'esprit (CLE).
Elle est également membre actif de la Fédération européenne de go.

## Organisation
En octobre 2024, elle regroupait 100 clubs (qui, selon son règlement, sont ses membres officiels), comptant plus de 1600 licenciés (chiffre 2024).
La FFG est divisée en neuf ligues géographiques et une virtuelle  :
- Ligue Rhône-Alpes
- Ligue Île-de-France
- Ligue de l'Ouest
- Ligue de Normandie
- Ligue du Sud-Ouest
- Ligue du Centre
- Ligue Méditerranée
- Ligue de l'Est
- Ligue du Grand Nord
- Ligue de Go en Ligne

## Évènements
Elle s'occupe de l'organisation d'évènements à enjeu national, voire international, notamment :
- le championnat de France
- la coupe Maître Lim (championnat de France des clubs)
- le championnat par paires mixtes (pair-go)
- le championnat de France Féminin
- le championnat de France Jeunes (jusqu'à 20 ans)

Elle soutient de nombreux projets à échelle nationale comme :
- le tournoi de Paris

## Historique

### Historique de l'organisation
- 1970 : Création de l'Association française de go. Le premier championnat de France est organisé.
- 1978 : L'association s'organise en fédération de clubs : création de la Fédération française de go. Création de la Revue française de go (alors indépendante de la FFG).
- 1985 : Création des ligues régionales dans le but d'un développement local.
- 1991 : La FFG est agréée en tant qu'association nationale de Jeunesse et d'éducation populaire.

### Historique des évènements importants en France
Mis à part le Tournoi de go de Paris, finale de la Coupe Européenne, la France a accueilli de nombreux évènements internationaux ou européens, dont notamment :
- 1978 : Congrès européen à Paris
- 1987 : Congrès européen à Grenoble
- 1997 : Congrès européen à Marseille
- 1998 : Championnat européen junior de go à Cannes
- 1999 : Championnat européen junior de go à Cannes
- 1999 : Championnat Européen de "Pair-Go" à Cannes
- 2003 : Championnat européen junior de go à Cannes
- 2007 : European Youth Masters Cup à Strasbourg
- 2007 : Championnat d'Europe par équipes Cannes
- 2010 : Championnat Européen Féminin à Lyon
- 2011 : Congrès européen à Bordeaux
- 2011 : Championnat européen par équipes à Bordeaux
- 2012 : Championnat Européen de "Pair-Go" à Lyon
- 2014 : Championnat Européen étudiants à Toulouse
- 2017 : Championnat Européen Jeunes à Grenoble
- 2017 : Championnat Européen de "Pair-Go" à Strasbourg
- 2024 : Congrès européen à Toulouse